# Линейные корабли типа «Курбэ»
Линейные корабли типа «Курбэ» (фр. Classe Courbet) — серия французских линейных кораблей 1910-х годов.
Были заложены в рамках кораблестроительной программы 1910 года и стали первыми французскими линейными кораблями дредноутного типа. Вследствие ограничений на размеры кораблей, наложенных возможностями имевшихся на французских военно-морских базах доков, линкоры типа «Курбэ» отличались сравнительно невысокой мореходностью. Затянувшееся строительство кораблей также привело к тому, что ко времени своего вступления в строй линкоры типа «Курбэ», в целом схожие с другими дредноутами первого поколения, уже существенно уступали начавшим к тому времени приниматься на вооружение сверхдредноутам других стран.

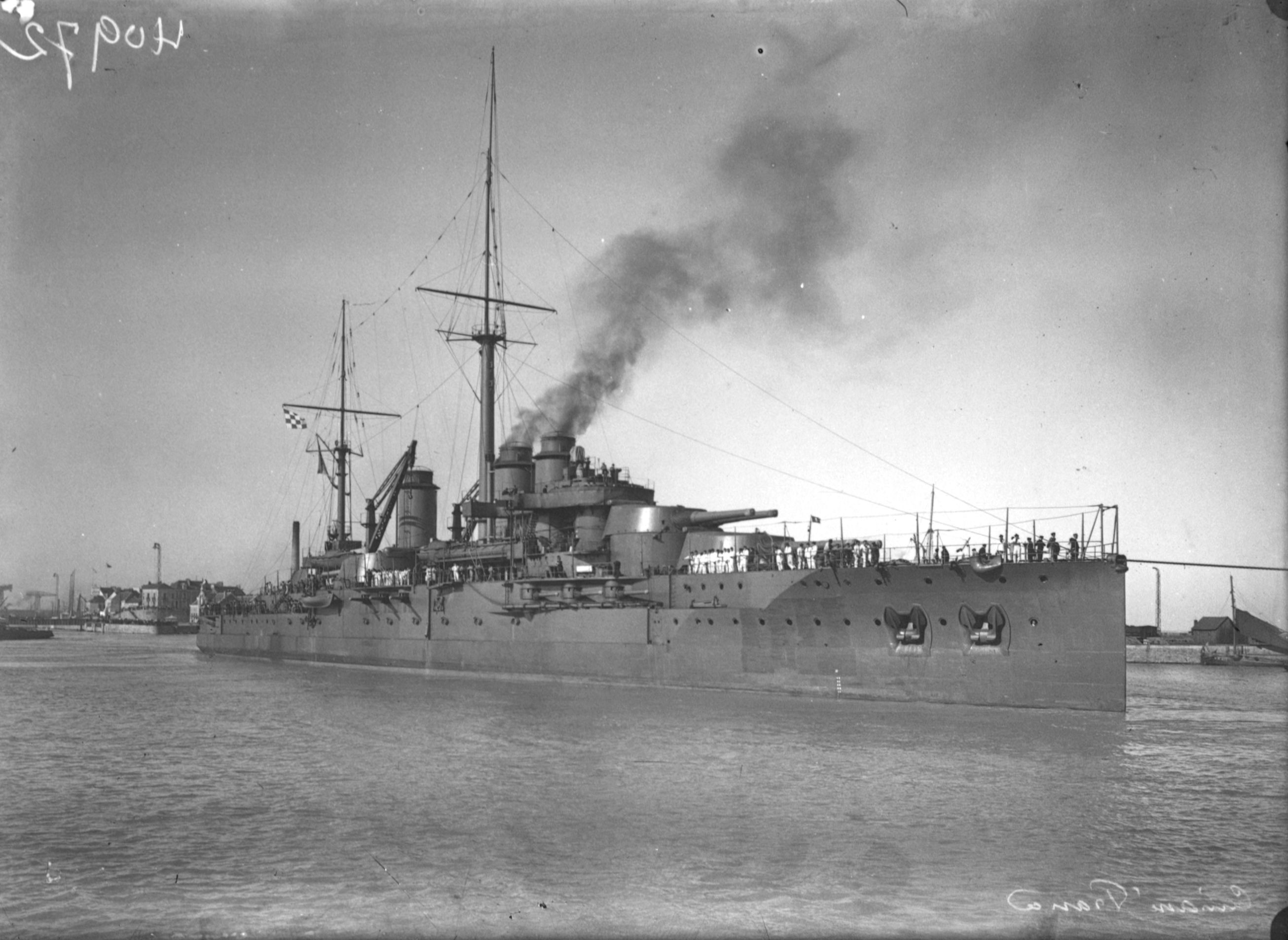
Линкор «Франс»

Всего в 1910—1914 годах было построено 4 линкоров типа «Курбэ», последние из которых вступили в строй уже после начала Первой мировой войны. Первоначально корабли серии входили в состав 1-го дивизиона 1-й эскадры флота, но перед началом войны были сведены в отдельный отряд командующего флотом. В ходе войны все линкоры типа «Курбэ» действовали на Средиземном море, но их участие в боевых действиях ограничивалось в основном обстрелами побережья Австро-Венгрии. Также в 1919 году два из кораблей этого типа использовались в ходе интервенции в России.
Хотя уже к концу Первой мировой войны линейные корабли типа «Курбэ» считались устаревшими, в частности из-за низкого модернизационного потенциала, не позволявшего существенно улучшить их характеристики, Франция, сумевшая после них достроить лишь одну серию более совершенных линкоров, сохранила тип «Курбэ» на вооружении. За исключением «Франс», затонувшего в 1922 году в результате попадания на скалу во время шторма, и «Жана Бара», в 1937 году разоружённого и превращённого в стационарное учебное судно, остальные два корабля серии оставались на вооружении и к началу Второй мировой войны. До капитуляции Франции линкоры использовались в основном для обстрела береговых позиций, а после капитуляции захвачены Великобританией и в дальнейшем переданы силам «Свободной Франции». После этого корабли уже никогда не вводились вновь в боевой состав флота и использовались в роли вспомогательных судов вплоть до своего списания из состава флота; последний корабль этого типа был списан и продан на слом лишь в 1955 году.

## Конструкция

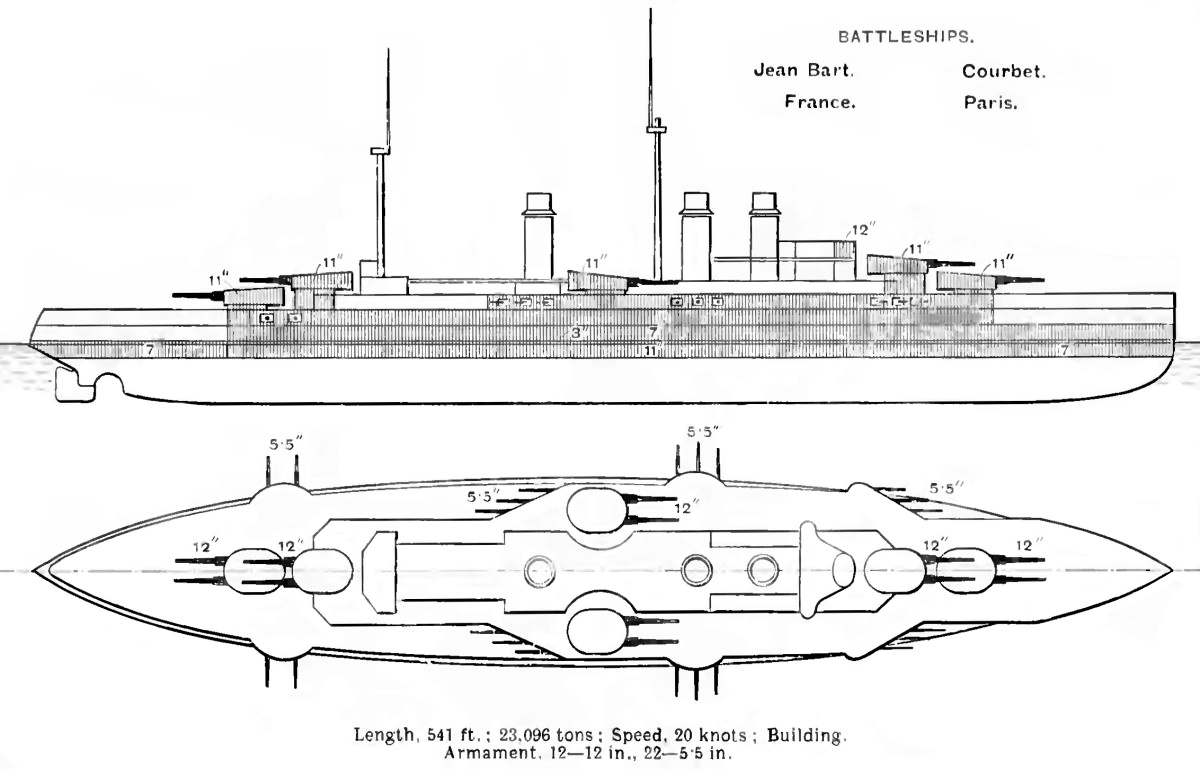
Схема дредноута типа «Курбэ»

Первые французские дредноуты были разработаны исходя из целого комплекса ограничений. При их проектировании было выдвинуто требование, чтобы корабли могли использовать существующие доки без требований капитальной реконструкции. Исходя из этого, размеры кораблей были сравнительно невелики; их стандартное водоизмещение не превышало 23457 тонн, а полное — 25579 тонн. Длина линкоров типа «Курбэ» не превышала 166 метров, ширина — 27 метров, осадка их составляла 9 метров.
Корабли имели высокий надводный борт с длинным полубаком, протянувшимся до кормовых башен главного калибра. В носовой части имелась легкая надстройка, поверх которой располагалась боевая рубка. Три трубы были разделены на две группы: пара труб впереди расположения центральных башен, и одна труба позади. Корабли были первыми линкорами французского флота, изначально не несшими тяжелые боевые мачты с закрытыми марсами. Легкая сигнальная мачта располагалась между группами труб и еще одна в кормовой части. Между трубами и надстройками проходила легкая навесная палуба.

### Вооружение
Основное вооружение линкоров типа «Курбэ» состояло из двенадцати 305-мм 45-калиберных орудий образца 1910 года. Эти пушки, разработанные для последнего поколения французских эскадренных броненосцев, были вполне современными орудийными системами, способными запускать 432-килограммовый бронебойный снаряд с начальной скоростью в 783 метра в секунду; скорострельность составляла 1,5-2 выстрела в минуту.
Орудия главного калибра располагались в шести двухорудийных башнях. Две башни были расположены линейно-возвышенно в носу, на полубаке. Ещё две башни аналогично располагались в корме, на верхней палубе. И ещё две башни располагались в центре корпуса, побортно. Такое расположение теоретически давало возможность вести погонный и ретирадный огонь из восьми орудий главного калибра (обе носовые или обе кормовые башни соответственно, и обе центральные башни), и давать бортовые залпы из десяти орудий главного калибра (все носовые и кормовые башни, и одна башня с соответствующего борта).
Однако, при проектировании дредноутов типа «Курбэ», французский флот допустил ряд просчётов. Французы ориентировали артиллерию своих кораблей для боя на средних дистанциях (12 500 м). Теоретически мощные орудия главного калибра имели предельный угол возвышения всего 12 градусов, что ограничивало их дальнобойность 14 500 метрами. По меркам времени, это было недостаточно; немецкие и английские орудия того времени стреляли более чем на 15 000 метров.
Первые французские дредноуты несли впечатляюще мощную батарею из двадцати двух 138-миллиметровых 55-калиберных пушек образца 1910 года. Эти орудия стреляли 39,5-килограммовыми снарядами на дистанцию до 16 000 метров, парадоксальным образом превосходя по дальности главный калибр линкора. Орудия этого типа располагались побортно, в казематах на полубаке; палуба полубака была специально заужена в носу и в корме, чтобы обеспечить расположенным уступами орудиям хороший обстрел на нос и корму.
Французские инженеры считали, что эти орудия будут применяться не только как противоминные, но и как средство поражения небронированных частей кораблей противника — что вступало в явное противоречие с мировым опытом, и совершенно не оправдалось на практике. Дредноуты несли четыре старые 47-мм пушки системы Гочкиса в качестве салютных. Минно-торпедное вооружение состояло из четырёх 450-мм подводных торпедных аппаратов.

### Система управления огнём
Система управления огнём дредноутов типа «Курбэ» была централизованной, но парадоксальным образом, недостаточно развитой. Имелась только одна пара дальномеров централизованного управления огнём, с базой в 2,74 метра, установленных по бокам от боевой рубки. Также каждая башня была оснащена собственным 1,37-метровым дальномером, установленным в её задней части, в бронированном колпаке. Директоров управления огнём не имелось; в целом, вся СУО была явно адаптирована на ведение боя на малых и средних дистанциях, когда каждая башня отслеживала перемещение противника в индивидуальном порядке и нуждалась только в поправках на дальность.

### Броневая защита
Дредноуты типа «Курбэ» несли сплошной броневой пояс по ватерлинии, толщиной 270 миллиметров в центральной части — между носовыми и кормовыми башнями главного калибра — и сужающийся в оконечностях до 180 миллиметров. Высота пояса составляла 4,5 метра, но почти 2,4 метра из них находились под водой; французские инженеры очень опасались подводных попаданий.
Над основным поясом находился верхний, состоявший из трех полос брони толщиной в 180 миллиметров, расположенных одна над другой. Первая полоса, на уровне главной палубы, прикрывала борт от форштевня и до кормовых башен главного калибра. Вторая, расположенная выше на уровне верхней палубы, прикрывала центр корпуса от носовой и до кормовой группы башен; она же прикрывала казематы четырех 138-мм орудий в корме. Выше них располагалась третья, протянувшаяся от носовых башен главного калибра приблизительно до середины корпуса. Она прикрывала основные казематы противоминной артиллерии.
Горизонтальная защита состояла из трех бронированных палуб, каждая толщиной от 30 до 48 миллиметров. Главная броневая палуба была выпуклой, толщиной в 40 миллиметров и имела скосы толщиной 70 миллиметров, соединявшиеся ниже ватерлинии с нижней кромкой главного пояса. Выше неё располагалась верхняя броневая палуба, толщиной в 50 миллиметров, и броневая палуба полубака, толщиной в 30 миллиметров. Эта защита была слабой от тяжелых снарядов свехдредноутов при больших углах падения (впрочем, в этом случае защита была слабой у всех линкоров до «Нью-Мексико» и у всех линейных крейсеров, достаточно вспомнить гибель «Худа»).

### Силовая установка
Силовая установка линкоров типа «Курбэ» состояла из четырех паровых турбин Парсонса, общей мощностью в 28000 л.с. Пар давали двадцать четыре котла модели Никлосса — шестнадцать крупных в носовых и восемь меньших в кормовых котельных отделениях. На мерной миле, дредноуты развили умеренную скорость, несколько быстрее проектных 21 узла.
Корабли несли смешанный запас топлива; 2700 тонн угля и 906 тонн нефти, которой спрыскивали уголь для повышения температуры горения. Запаса топлива хватало на 7800 км экономичного хода на 10 узлах.

## Представители
| Название            | Верфь                       | Закладка        | Спуск на воду    | Вступление в строй | Судьба                         |
| ------------------- | --------------------------- | --------------- | ---------------- | ------------------ | ------------------------------ |
| «Курбэ» Courbet     | верфь флота в Бресте        | 1 сентября 1910 | 23 сентября 1911 | 19 ноября 1913     | затоплен 9 июня 1944           |
| «Франс» France      | A.C. de la Loire, Сен-Назер | 30 ноября 1911  | 7 ноября 1912    | 10 октября 1914    | погиб 26 августа 1922          |
| «Жан Бар» Jean Bart | верфь флота в Лорьяне       | 15 ноября 1910  | 22 сентября 1911 | 15 июня 1913       | продан на слом 14 декабря 1945 |
| «Пари» Paris        | F.C.M. в Ла-Сейн-Сюр-Мер    | 10 ноября 1911  | 28 сентября 1912 | 1 августа 1914     | продан на слом 21 декабря 1955 |

## Служба

### До войны
Первая пара дредноутов типа «Курбэ» вступила в строй в 1913 году — менее чем за год до начала мировой войны. На момент своего вступления в строй, эти корабли представляли собой самые мощные и современные единицы французского флота, но по мировым меркам считались уже устаревшими; их характеристики выглядели неудовлетворительно не только на фоне кораблей передовых морских держав, но даже в сравнении с итальянскими и австрийскими дредноутами — которые в то время считались основными противниками французского флота в Средиземном Море.
Начальная служба кораблей не изобиловала событиями. Самым заметным событием в их предвоенной карьере был визит «Франс» и «Жан Бар» в Санкт-Петербург в июле 1914 года, как часть почетного эскорта французского президента Рамона Пуанкаре. Корабли находились на Балтике, когда была объявлена война, но сумели вернуться домой без происшествий.

### Первая Мировая Война
В начале Первой Мировой Войны четыре дредноута типа «Курбэ» были единственными боеспособными кораблями такого типа во всем французском флоте. Британо-французские планы предполагали, что в случае войны между Антантой и Тройственным Союзом, французский флот возьмет на себя поддержание контроля над Средиземным Морем — против австрийского, и (в случае выступления Италии на стороне Германии) итальянского флота.
Опыт начавшейся войны потребовал срочно установить зенитное вооружение. В зенитные орудия переоборудовали имевшиеся на линкорах четыре 47-мм орудия.
В начале осени 1914 все четыре дредноута были направлены в Средиземное Море. «Курбэ» стал флагманским кораблем Средиземноморской Эскадры под командованием адмирала де Лаперье. Настроенный решительно, Огюстин де Лаперье немедленно направил основные силы флота в Адриатику, надеясь захватить врасплох австрийские корабли, осуществляющие блокаду побережья Черногории; он рассчитывал, что ему удастся выманить основные силы австро-венгерского флота и втянуть их в решающее сражение. Результатом, однако, стало гораздо более скромное сражение при Антивари, во время которого французский флот потопил старый австрийский легкий крейсер «Зента».
Это был единственный случай за всю войну, когда французские дредноуты вступили в бой с кораблем противника. Решающего характера это небольшое сражение не имело; австрийский флот не стал покидать защищенных баз в Адриатике. До конца 1914 года французские дредноуты оставались у побережья Черногории, оказывая огневую поддержку союзным войскам. В декабре дредноут «Жан Бар» был поврежден попаданием торпеды с австрийской подводной лодки U-XII, после чего линкоры отступили на Мальту.
Дальнейшая их деятельность в годы войны ограничивалась поддержанием дальней блокады Адриатики на случай попытки австрийского флота прорваться в Средиземное Море. В 1915 с вступлением в войну Италии на стороне Антанты, положение дел на Средиземном Море значимо изменилось в пользу Англии и Франции — вместе французский и итальянский флот обладали значительным превосходством над австрийским. В 1916 после того как силы Антанты заняли ряд островов нейтральной на тот момент Греции, французские корабли переместились на более удобные передовые позиции на Корфу; их экипажи при этом были сильно сокращены, в связи с потребностью в обученных моряках и офицерах для формирования экипажей противолодочных кораблей. До конца войны дредноуты типа «Курбэ» более не приняли участия в боевых операциях.

### Межвоенный период
После окончания мировой войны линкоры типа «Курбэ» принимали участие в последующих конфликтах. «Франс» и «Жан Бар» в 1919 действовали на Черном Море, в составе сил Антанты, направленных для интервенции в охваченную гражданской войной Россию. В апреле 1919 моряки этих дредноутов (служившие без перерыва с 1914 года) подняли восстание, возмущенные тем, что командование удерживало их на службе даже после завершения войны. Мятеж удалось загасить только после того, как командующий эскадрой вице-адмирал Жан-Франсуа-Шарль Аме согласился вернуть дредноуты домой.
Военный опыт наглядно продемонстрировал ошибочность представлений французских офицеров о дистанциях морского боя, положенных в основу проекта «Курбэ». Инспекция кораблей после войны оценила их боеспособность в современных условиях как неудовлетворительную, выделив следующие факторы:
- Отсутствие директоров для наведения орудий главного калибра
- Совершенно недостаточный угол возвышения — и, следовательно, дальность действия орудий главного калибра
- Слабая противоторпедная защита
- Неудовлетворительная защита от попаданий снарядов в палубу под большим углом, во время боя на дальних дистанциях
- Практически полное отсутствие адекватной противовоздушной обороны
- Угольное питание машин
- Устаревшая организация действий экипажа, систем передачи сигналов, освещения и т. д.

В военное время как-либо значимо исправить эти недостатки было невозможно, из-за оттока рабочих рук и средств из судостроительной промышленности. После войны, французский флот оказался в еще худшем положении, чем до неё; практически все наличные крупные корабли (исключая некоторые трофейные) в той или иной степени устарели, и не соответствовали требованиям времени. Истощенная войной экономика Франции не позволяла развернуть сколь-либо значимую программу военного кораблестроения, и даже достройка уже заложенных и спущенных на воду супердредноутов типа «Норманди» была под вопросом — в том числе под вопросом была и принципиальная осмысленность достройки, так как спроектированные до войны корабли не соответствовали требованиям послевоенного времени. Кроме того, французский флот был сильно несбалансирован; основные усилия до войны уделялись постройке линейных кораблей, из-за чего французский флот не получил ни единого современного турбинного крейсера и имел очень мало современных эсминцев.
Точку в спорах о будущем французского флота поставило Вашингтонское соглашение 1922 года. Договор окончательно свел на нет морские претензии Франции, уравняв её флот по тоннажу линейных кораблей с итальянским. Попытки французской делегации вытребовать себе дополнительный тоннаж оказались безуспешными, так как французское правительство было более озабочено тем, чтобы не позволить наложить какие-либо ограничения на французскую армию. Это означало, что три супердредноута типа «Прованс» и четыре дредноута типа «Курбэ» на ближайшее время становились основой линейных сил французского флота.
В августе 1922 года погиб «Франс», налетев на неотмеченную на картах скалу в Бискайском заливе. Согласно Вашингтонскому договору французский флот имел право немедленно заложить новый дредноут для его замены, но экономическое положение Франции не позволяло реализовать эти планы — и кроме того, оставшиеся шесть дредноутов и супердредноутов французского флота обеспечивали ему достаточно уверенное превосходство над пятью итальянскими дредноутами.
Стремясь поддерживать эти стареющие дредноуты в соответствии с требованиями времени, французы несколько раз модернизировали три уцелевших корабля типа «Курбэ» в межвоенный период. В 1922—1925, в ходе первой модернизации, котлы дредноутов перевели на чисто нефтяное питание (при этом две носовые трубы свели в одну), угол возвышения орудий главного калибра увеличили до 23 град. Это увеличило дальность стрельбы до 23,6 км. Установили директоры управления огнём. На «Курбэ» для улучшения вхождения в волну часть носовых броневых плит заменили на более тонкие (151 мм), на «Жан Баре» носовая броня верхнего пояса была уменьшена до толщины 155-мм. Старые зенитные орудия заменили новыми, модели 1918 года; также добавили батареи зенитных пулеметов.
В 1929—1931 дредноуты типа «Курбэ» прошли вторую серию модернизаций. В ходе неё старые турбины, напрямую работавшие на винты, заменили новыми, с зубчатой передачей. Система управления огнём получила новый дальномерный пост на вершине носовой мачты, с 4,57-метровым коаксиальным и 3-метровым стереоскопическим дальномерами. Вспомогательная артиллерия также получила директоры управления огнём, с 2-метровыми дальномерами по бокам рубки. Дополнительный 8-метровый дальномер установили на крыше возвышенной кормовой башни. Зенитки образца 1918 года заменили новыми, модели 1922 года, также оснащенными дальномерами.
Тем не менее, состояние этих довольно старых, и активно эксплуатировавшихся кораблей вызывало беспокойство у флота. В 1936 году «Жан Бар» был признан слишком изношенным для дальнейшей службы, списан, и переоборудован в учебное судно «Океан». Оставшиеся два дредноута прошли очередной ремонт в конце 1930-х, во время которого на кораблях заменили котлы и демонтировали бесполезные торпедные аппараты. Тем не менее, их непригодность к современным военным действиям была уже очевидной, и в 1938 году оба они были переведены в класс учебных кораблей.

### Вторая Мировая Война
К началу Второй Мировой Войны оба оставшихся дредноута этого типа — «Париж» и «Курбэ» — были учебными кораблями на Атлантическом Побережье. В мае 1940 года французский флот мобилизовал их вновь для службы. Корабли получили дополнительное легкое зенитное вооружение во время подготовки в Шербуре.
Оба корабля оказывали огневую поддержку своим войскам на берегу в боях за Шербур и Гавр, хотя отсутствие на них самолетов-корректировщиков существенно ограничило их возможности. «Париж» был поврежден бомбой с немецкого самолета и отремонтирован в Шербуре. Капитуляция Франции застала оба линкора в британских портах. 3 июля, во время операции «Катапульта», британцы захватили оба корабля и через некоторое время передали «Курбэ» как учебный корабль силам Свободной Франции. В строй линкоры более не вводились; их устаревшая конструкция, малая скорость и недостаточное вооружение делали их совершенно неспособными противостоять линейным кораблям противника. В конечном итоге, оба линкора были разоружены и превращены в плавучие склады.
В 1944 году «Курбэ» был использован в Шотландии как мишень для испытаний нового оружия — крутящихся цилиндрических авиабомб, рикошетирующих и скачущих по поверхности воды. После этих испытаний было принято решение использовать этот старый корабль как часть волнолома искусственного порта при высадке в Нормандии. 9 июня 1944 года остов корабля, залитый цементом, был отбуксирован к побережью Нормандии и притоплен на мелководье. Немецкая разведка по ошибке сочла блокшив действующим линкором, и он подвергся атакам человекоуправляемых торпед ночью с 15 на 16 и с 16 на 17 августа — которые, разумеется, были совершенно бесполезны. После войны корабль был разобран на лом.
«Париж» пережил войну. В 1940 он был передан вооруженным силам Свободной Польши в качестве плавучей казармы и учебного корабля. В августе 1945 корабль был возвращен Франции и отбуксирован в Брест, где, в роли плавучего склада, прослужил до 1955 года. В 1955 последний дредноут типа «Курбэ» отправился на лом.

## Оценка проекта
Дредноуты типа «Курбэ» появились в период кризиса французского военного флота, когда Франция с трудом осознавала свой переход от статуса второй по силе морской державы к существенно более скромному положению пятой. Это отразилось и на первых французских дредноутах; построенные исходя из неадекватно проанализированного мирового опыта, они были добротными, но ничем не примечательными кораблями, уступающими многим современникам.
Главной проблемой дредноутов типа «Курбэ» была упорная убежденность французских адмиралов в том, что решающее сражение будет вестись на сравнительно небольших дистанциях. Исходя из этого, артиллерия главного калибра дредноутов имела совершенно недостаточную дальность действия, а площадь бронирования оказалась чрезмерной при недостаточной защищенности. Фатальным недостатком оказалось разделение горизонтального бронирования между несколькими сравнительно тонкими броневыми палубами — подобное бронирование не позволяло выдерживать удары бронебойных снарядов, падающих под большим углом. Недостаточной была и противоторпедная защита вследствие бортового размещения двух башен главного калибра и строительных ограничений. В довершение всего, стремление ограничить размеры кораблей габаритами доков привело к очень «тесной» компоновке, не допускавшей дальнейших капитальных модернизаций.
В целом, дредноуты типа «Курбэ» являлись компромиссным проектом и уступали по боевой мощи строившимся одновременно с ними немецким и британским кораблям. Их завидное долголетие в составе флота объяснялось лишь тяжёлым положением истощенной войной Франции, не позволявшим реализовать право на замену этих кораблей.